# Christiane Weirauch
Christiane Weirauch – niemiecka entomolog, specjalizująca się w hemipterologii.
Tytuł magistra biologii zdobyła w 1998 roku na Uniwersytecie Eberharda Karola w Tybindze dzięki pracy poświęconej zajadkowatym jednego z brazylijskich rezerwatów. W 2003 roku zdobyła stopień doktora biologii na Wolnym Uniwersytecie Berlińskim dzięki pracy poświęconej systematyce zajadkowatych. W 2003 roku wygrała grant Plantary Biodiversity Inventory. Umożliwił on jej wyjazd do Nowego Jorku i pracę w Amerykańskim Muzeum Histroii Naturalnej, jak również prowadzenie badań terenowych w Kalifornii, Południowej Afryce, Australii i Meksyku. Od 2007 roku pracuje jako profesor uczelni na Wydziale Entomologii Uniwersytetu Kalifornijskiego w Riverside. Działa tam m.in. w ramach Heteroptera Systematic Lab. Uczestniczy w wielkoskalowych projektach finansowanych przez National Science Foundation takich jak Reduviid PEET oraz the Tri-Trophic Database.
Weirauch jest autorką dziesiątek publikacji naukowych (tylko do 2012 roku napisała ich ponad 50). W swoich badaniach zajmuje się głównie morfologiczną i molekularną systematyką pluskwiaków różnoskrzydłych, zwłaszcza zajadkowatych, tasznikowatych i Dipsocoromorpha, oraz ich biogeografią, biologią ewolucyjną i biologicznymi metodami kontroli ich gatunków szkodliwych. Opisała wiele nowych dla nauki gatunków i rodzajów. Jest redaktorką czasopisma Systematic Entomology.